# Benedictus Hubertus Danser
Benedictus Hubertus Danser (Schiedam, 24 mei 1891 – Groningen, 18 oktober 1943), vaak afgekort als B.H. Danser, was een Nederlands taxonoom en botanicus. Danser was gespecialiseerd in de plantfamilies Loranthaceae, Nepenthaceae en de duizendknoopfamilie (Polygonaceae).
In 1928 publiceerde Danser in The Nepenthaceae of the Netherlands Indies. Dit was een grondige herziening van de taxonomie van de Nepenthes-soorten uit Nieuw-Guinea, het Maleisisch schiereiland en de Indische Archipel, met uitzondering van de Filipijnen. Danser onderscheidde 65 soorten, waarvan hij 17 voor het eerst beschreef. Dit is aanzienlijk minder dan de huidige ruim 160 beschreven soorten, maar desondanks verwijzen veldonderzoekers nog regelmatig naar Dansers publicatie. Later beschreef Danser nog twee soorten: Nepenthes spathulata in 1935 en Nepenthes densiflora in 1940.

## Vernoemingen
Ter ere van Danser is hij vernoemd bij een aantal taxa, zoals het geslacht Dansera (Fabaceae) en de soorten Nepenthes danseri (Nepenthaceae), Rumex danseri (Polygonaceae) en Taxillus danseriana (Loranthaceae).
- Author citation (botany): Danser
- Gemeinsame Normdatei: 132870096
- International Standard Name Identifier: 0000 0000 8364 7643
- Library of Congress Control Number: nb2010024510
- Nederlandse Thesaurus van Auteursnamen: 110207386
- Système universitaire de documentation: 165006013
- Museum of New Zealand Te Papa Tongarewa: 52797
- Virtual International Authority File: 23312515
- WorldCat: E39PBJxMqjTxdh9TTg6vKJBtrq